# Xã Wise, Quận McLean, Bắc Dakota
Xã Wise (tiếng Anh: Wise Township) là một xã thuộc quận McLean, tiểu bang Bắc Dakota, Hoa Kỳ. Năm 2010, dân số của xã này là 37 người.